# Waldbrandmedaille 2019
Die Dankesmedaille für Helferinnen und Helfer anlässlich des Waldbrandes 2019 – oder kurz: Waldbrandmedaille 2019 – ist eine Auszeichnung des Bundeslandes Mecklenburg-Vorpommern. Ihre Stiftung erfolgte am 27. August 2019 durch einen gemeinsamen Erlass der Ministerpräsidentin Manuela Schwesig und des Ministers für Inneres und Europa Lorenz Caffier anlässlich des Waldbrandes bei Lübtheen 2019 im Landkreis Ludwigslust-Parchim.

## Verleihungsbedingungen
Die Verleihung der Medaille erfolgte an alle Bürgerinnen und Bürger, die bei der Brandbekämpfung auf dem ehemaligen Truppenübungsplatz Lübtheen vom 25. Juni bis 8. Juli 2019 mitgewirkt haben. Es handelte sich um den größten Waldbrand in Mecklenburg seit 1934. Ausgehändigt wurde die Medaille in einem Etui zusammen mit einer Bandschnalle und einer namentlich ausgestellten Urkunde.

## Aussehen und Trageweise
Die silberne 36 mm durchmessende Medaille zeigt auf ihrem Avers mittig den Umriss des ehemaligen Truppenübungsplatzes Lübtheen mit einer stilisiert dargestellten Flamme, die vom Medaillenrand aus mit einem Wasserbogen gelöscht wird. Umlaufend befindet sich die Inschrift Waldbrand Lübtheen – 30.06.-08.07.2019. Das Revers zeigt das Große Landeswappen des Landes Mecklenburg-Vorpommern sowie das Wappen des Landkreises Ludwigslust-Parchim. Sie trägt als Umschrift den Schriftzug Mecklenburg-Vorpommern – Ludwigslust-Parchim. Getragen wird die Medaille an der linken Brustseite an einem Band in den Farben der Landesflagge: ultramarinblau, weiß, gelb, weiß und zinnoberrot (im Verhältnis 4:3:1:3:4).

## Sonstiges
Die ersten Ehrungen fanden am 7. September 2019 anlässlich einer Dankesfeier auf dem Lübtheener Festplatz statt. Hier wurden kopierte Urkunden auch an Personen ausgegeben, die nicht am Einsatz beteiligt waren. Geehrt wurden hier und im Folgenden ausschließlich Angehörige von Behörden und Organisationen mit Sicherheitsaufgaben sowie der Bundeswehr, die vor Ort aber auch rückwärtig an der Einsatzbewältigung beteiligt waren. Aufgrund der Covid-19-Pandemie verzögerte sich die Verleihung der Medaillen erheblich, einerseits kam es zu Lieferverzögerungen der Medaillenetuis aus Asien und wegen der Versammlungseinschränkungen war eine würdevolle Übergabe kaum realisierbar. Ende November 2020 hatten noch nicht alle Helferinnen und Helfer ihre Ehrungen erhalten.
Neben der Waldbrandmedaille erhielten die Geehrten auch eine Erinnerungsmünze des Landrates Stefan Sternberg, die jedoch phaleristisch unbedeutend ist.